# 留別村
留別村（日语：／ Rubetsu mura */?）位於北方四島（南千島群島）的擇捉島西南部區域，面對國後水道（пр. Екатерины）。過去曾經為日本領土，但在1945年二次大戰後遭蘇聯佔領，現實際上為俄羅斯所統治，行政區劃屬於遠東聯邦管區萨哈林州。但因日本至今仍然主張擁有主權，故在北海道根室振兴局下仍設有此行政區劃的建制，但並無任何實際上的運作。
村名來自於阿伊努語的「ru-pet」（道路上的河流）。
現在以天寧（Буревестник）為主要中心，其他還有留別（Куйбышев）、內保（Доброе）等聚落，但皆已接近荒廢狀態。轄區內有擇捉島上唯一的機場天寧機場，每週三～四的定期班次，但常因能見度不佳而停飛。因此已在鄰近的紗那村近郊建設了新機場、紗那機場。

## 沿革
- 1923年：丹根萌村、內保村、振別郡振別村、老門村和紗那郡留別村合併為留別村，成為北海道二級村。[1]
- 1945年8月29日：被蘇聯佔領。